# Blackbeard (Pirates of the Caribbean)
Blackbeard is een personage uit de Pirates of the Caribbean-filmserie. Hij komt voor in de vierde film, Pirates of the Caribbean: On Stranger Tides, waarin hij wordt gespeeld door Ian McShane. Hij is gebaseerd op de historische Zwartbaard.

## Personage
Blackbeard is al een oude piraat. Hij voert het bevel over het schip Queen Anne’s Revenge. Volgens piratenlegendes zou hij in 1718 gedood zijn door de Britse marine in de slag bij Ocracoke Inlet, maar dit blijkt in de vierde film dus onjuist te zijn.
Blackbeard is bedreven in voodoomagie en bezit een magisch zwaard, het Zwaard van Triton, dat hem meerdere bovennatuurlijke gaven geeft. Het zwaard zou gesmeed zijn in Atlantis. Blackbeard kan hiermee onder andere de mensen die hij ermee doodt veranderen in willoze zombies, die hem blindelings gehoorzamen. Deze zombies komen dan ook veelvuldig voor in zijn bemanning. Tevens heeft hij met dit zwaard totale controle over zijn schip. Tevens kan hij met zijn magie de tuigage op schepen tot leven brengen en zo een schip opzetten tegen zijn bemanning. Op die manier heeft hij al tal van schepen veroverd. Blackbeard verzamelt schepen die hij veroverd heeft door ze op magische wijze te verkleinen en in flessen te stoppen. In de vierde film blijkt hij dit onder andere met de Black Pearl te hebben gedaan.
Blackbeard staat bekend als een uitermate wrede piraat. Hij vermoordt zelfs leden van zijn eigen bemanning als ze hem niet gehoorzamen. Hij was ooit kaper in dienst van de Britse kroon, maar heeft reeds lange tijd alle banden met de Britten verbroken.
Blackbeard is een bedreven vechter en uitvinder van verschillende wapens, zoals een vorm van granaten.
Blackbeards enige zwakke plek lijkt zijn dochter, Angelica, te zijn. Zij is de enige die zijn agressie deels in toom kan houden.

## Rol in de film
In de film is Blackbeard net als Jack Sparrow op zoek naar de Fontein van de Eeuwige Jeugd, zodat hij eeuwig leven kan krijgen. Hij laat Angelica voor dit doel Jack Sparrow opsporen en dwingt hem lid te worden van zijn bemanning. Tevens vangt hij de zeemeermin Syrena Jack onderneemt eenmaal een muiterij tegen Blackbeard, maar deze weet met gemak weer de overhand te krijgen op het schip.
Eenmaal bij de Fontein van de Eeuwige Jeugd wordt Blackbeard dodelijk verwond door Hector Barbossa met een giftig zwaard. Barbossa steelt hierna Blackbeards zwaard, schip en bemanning. Ook Angelica wordt dodelijk getroffen. Om haar te redden laat Jack Sparrow zowel Angelica als Blackbeard uit de fontein drinken, maar geeft Angelica de beker met daarin een traan van een zeemeermin. Hierdoor krijgt ze haar vaders resterende jaren waardoor zij geneest maar Blackbeard meteen sterft.